# Xian de Pinglu
Le xian de Pinglu (平陆县 ; pinyin : Pínglù Xiàn) est un district administratif de la province du Shanxi en Chine. Il est placé sous la juridiction de la ville-préfecture de Yuncheng.

## Démographie
La population du district était de 239 855 habitants en 1999.